# Dominika Witkowska
Dominika Witkowska, née le 23 juin 1977 à Varsovie, est une joueuse professionnelle de squash représentant la Pologne. Elle atteint en juin 2012 la 84e place mondiale sur le circuit international, son meilleur classement. Elle est championne de Pologne à sept reprises entre 2005 et 2013.

## Biographie
Plus titrée des joueuses polonaises avec sept titres, elle est également la première Polonaise à rentrer dans le top 100 WSA atteignant la 84e place en juin 2012
.

## Palmarès

### Titres
- Championnats de Pologne : 7 titres (2005-2007, 2010-2013)